# Beauty Düsseldorf

Logo „Beauty Düsseldorf“ seit 2013

Die Beauty Düsseldorf (vormals Beauty International, auch kurz Beauty genannt) ist eine Fachmesse für angewandte Kosmetik, die jährlich in Düsseldorf stattfindet und von der Messe Düsseldorf veranstaltet wird.

## Geschichte
1995 übernimmt die Düsseldorfer Messegesellschaft mbH die Kosmetik-Fachmesse Beauty International von der WK Kosmetik-Marketing GmbH, auch WK International genannt, die die Messekonzeption 1986 ins Leben gerufen hat. 
Die Düsseldorfer Messegesellschaft mbH ist seit 1995 der Veranstalter der Beauty International in Düsseldorf, der Kooperationspartner war anfangs die WK Kosmetik-Marketing GmbH und der Medienpartner, die von der G. Braun Fachverlage GmbH & Co. KG herausgegebene Kosmetik-Fachzeitschrift Beauty Forum. 
1997 wurde die Düsseldorfer Messegesellschaft mbH in Messe Düsseldorf GmbH umbenannt.
1997 wurde auch der kurz zuvor in eine Kommanditgesellschaft umgewandelte Kooperationspartner WK Kosmetik-Marketing GmbH & Co. KG von der G. Braun Fachverlage GmbH & Co. KG als Tochterunternehmen übernommen. 2000 wurde die G. Braun Fachverlage GmbH & Co. KG, die auch Herausgeber der Fachzeitschrift Beauty Forum als offizielles Messeorgan der Beauty International in Düsseldorf gewesen war, im Zuge einer Übernahme durch die Health and Beauty Holding (Europe) GmbH in Health and Beauty Business Media GmbH & Co.KG umbenannt.
2001 wurde die von der „KOSMETIK international“ Verlag GmbH herausgegebene Fachzeitschrift KOSMETIK international erstmals offizielles Messeorgan der Beauty International in Düsseldorf als Nachfolger der Fachzeitschrift Beauty Forum.
2004 haben die Messe Düsseldorf GmbH und der Zeitschriftenverlag Top Hair International GmbH, der die Friseur-Fachzeitschrift Top Hair herausgibt, eine „langfristige Zusammenarbeit“ im Rahmen einer Verbindung von Fachzeitschrift und Fachmesse als Parallelveranstaltung zur Beauty International in Düsseldorf beschlossen „mit dem Ziel, die führende Friseurmesse mit angeschlossenem Fachprogramm in Düsseldorf zu etablieren.“
2005 wurde die „Beauty International“ in „Beauty International Düsseldorf“ umbenannt. 
2005 fand erstmals die von der Messe Düsseldorf GmbH und dem Zeitschriftenverlag Top Hair International GmbH beschlossene Parallelveranstaltung Top Hair International Trend & Fashion Day am letzten Messetag der Beauty International Düsseldorf statt.
2013 wurde die „Beauty International Düsseldorf“ in „Beauty Düsseldorf“ umbenannt.
2015 feierte die Beauty Düsseldorf ihr 30-jähriges Jubiläum.
2019 wurde von der Messe Düsseldorf GmbH die Wort- und Bildmarke Beauty Düsseldorf bei der EUIPO eingetragen.
Die Besucherzielgruppen der jährlich stattfindenden 3-tägigen Kosmetik-Fachmesse sind Fachbesucher und Kosmetikfachschüler. Zur Beauty Düsseldorf vom 6. bis 8. Mai 2022 kamen 32.000 Fachbesucherinnen und Fachbesucher und rund 1.000 Aussteller und Marken in 4 Hallen.